# Bonne Terre (Misuri)
Bonne Terre es una ciudad ubicada en el condado de St. Francois en el estado estadounidense de Misuri. En el Censo de 2010 tenía una población de 6864 habitantes y una densidad poblacional de 646,08 personas por km².

## Geografía
Bonne Terre se encuentra ubicada en las coordenadas 37°55′16″N 90°32′34″O / 37.92111, -90.54278. Según la Oficina del Censo de los Estados Unidos, Bonne Terre tiene una superficie total de 10.62 km², de la cual 10.47 km² corresponden a tierra firme y (1.49%) 0.16 km² es agua.

## Demografía
Según el censo de 2010, había 6864 personas residiendo en Bonne Terre. La densidad de población era de 646,08 hab./km². De los 6864 habitantes, Bonne Terre estaba compuesto por el 79.6% blancos, el 18.72% eran afroamericanos, el 0.34% eran amerindios, el 0.2% eran asiáticos, el 0.1% eran isleños del Pacífico, el 0.1% eran de otras razas y el 0.93% pertenecían a dos o más razas. Del total de la población el 1.35% eran hispanos o latinos de cualquier raza.